# SIV SpA
La société S.I.V. SpA (Società Italiana Vetro S.p.A.) était une entreprise italienne faisant partie du groupe public italien EFIM. Cette société était spécialisée dans les produits verriers, verre plat et verre transformé spécial.
Le groupe S.I.V. comprenait des participations dans 25 sociétés parmi lesquelles « Vetrerie del Mediterraneo » et « Flovetro. » Le premier site industriel de la société fut San Salvo, dans la province de Chieti, dans la région des Abruzzes, qui est toujours l'un des plus importants site de production de verre plat. En 1992 la société avait un chiffre d'affaires de 750 milliards de lires italiennes.

## Histoire de la société
La société SIV-Società Italiana Vetro a été créée en 1962 par Enrico Mattei, fameux administrateur délégué de ce qui deviendra l'ENI, en association avec la société Finanziaria Ernesto Breda et Libbey. 
L'entreprise fit partie du groupe ENI (à l'époque organisme public de l'État italien) jusqu'en 1985, puis passa sous le contrôle de l'organisme public EFIM. En 1994, elle est privatisée et cédée pour la somme de 210 milliards de £ires italiennes au groupement Pilkington Italia SpA et Vetrotech Ltd du groupe italien Techint. En 1995, la société est intégrée dans le groupe verrier anglosaxon Pilkington et change de raison sociale en Pilkington SIV S.p.A. 